# Nuculana inaequisculpta
Nuculana inaequisculpta is een tweekleppigensoort uit de familie van de Nuculanidae. De wetenschappelijke naam van de soort is voor het eerst geldig gepubliceerd in 1906 door Lamy als Yoldia inaequisculpta.